# Tchongjong
Tchongjong je město v Jižní Koreji v provincii Jižní Kjongsang. Do katastru obce patří poloostrov Kosong, ostrov Hansan a několik dalších ostrovů. Dříve se město jmenovalo Čchungmu, což je posmrtné jméno admirála I Sun-sina, který se proslavil tím, že nedaleko města během Imdžinské války vybojoval pro Koreu několik významných vítězství. Jméno Tchongjong znamená "velitelství" a také se vztahuje k admirálu I, jehož velitelství se nacházelo na ostrově Hansan.

## Geografie
Město se nachází na jižním výběžku poloostrova Kosong a je ze tří stran obklopené mořem. Skládá se ze 41 obydlených a 110 neobydlených ostrovů a ostrůvků. Tchongjongský přístav bývá považován za nejkrásnější v Jižní Koreji.
Klima Tchongjongu je ovlivněno jeho přímořskou polohou, otepluje ho východokorejský teplý mořský proud. Město je nejteplejším regionem Jižního Kjongsangu a jeho průměrná teplota je 14.7 °C. Podle Köppenovy klasifikace podnebí je zde klima vlhké subtropické (Cwa). Nejchladnější měsíc je leden s průměrnou teplotou 2,5 °C a nejteplejší měsíc srpen s teplotou 25,7 °C. Díky přímořské poloze není rozdíl teplot mezi dnem a nocí vysoký. Roční úhrn srážek činí 1397mm. Rostou zde různé teplomilné rostliny mírného pásu, např. Kryptomerie japonská, Paulovnie, kamélie a palmy.